# SN 1995av
SN 1995av – supernowa typu II odkryta 20 listopada 1995 roku w galaktyce A020136+0338. W momencie odkrycia miała maksymalną jasność 20,10m.